# Josep Mandicó Calvó
Josep Mandicó Calvó (Ransol, Canillo, 18 de setembre de 1963) és un empresari i polític andorrà. Ha estat Cònsol Major i conseller del Comú de Canillo. Actualment és militant de Demòcrates per Andorra (DA).
Josep Mandicó va néixer al veïnat de Ransol, a la parròquia andorrana de Canillo, el 18 de setmebre de 1963. Cursà l'ensenyament bàsic a l'Escola Francesa de Ransol i, més tard, a la capital parroquial. També estudià al Lycée Comte de Foix, a Andorra la Vella. Més tard, s'incorporà al món laboral com a monitor d'esquí alhora que ajudava la seva família en tasques de pagesia. Està casat i té dues filles.
Entrà en política en presentar-se a les eleccions comunals de 1995, les primeres després de l'aprovació de la constitució andorrana de 1993, com a vuitè lloc a la llista independent del Fòrum Parroquial de Carles Font Rossell, sense obtindre l'acta de conseller en ser derrotada. Va obtenir representació política el 1999, quan després de les eleccions comunals d'aquell any va ser elegit conseller comunal dins de les llistes de l'abans enemiga política i Cònsol Major, Bibiana Rossa Torres. En aquella mateixa legislatura, en dimitir com a Cònsol Major Bibiana Rossa l'any 2001, Josep Mandicó fou elegit nou Cònsol Major fins a la convocatòria de noves eleccions el 2003. Després de les eleccions comunals de 2003, Mandicó fou relegit conseller comunal a la llista d'Unió per Canillo (UC), la qual va perdre front a la candidatura del Partit Liberal d'Andorra (PLA), encapçalada per Enric Casadevall Medrano, qui seria nomenat nou Cònsol Major. A les eleccions comunals de 2007, però, Josep Mandicó no es presentà a la reelecció. Fou a les eleccions comunals de 2011 quan Mandicó es presentà com a cap de llista del recentment creat partit Demòcrates per Andorra (DA) obtenint la majoria total de 14 consellers comunals en ser l'única candidatura presentada i sent nomenat automàticament Cònsol Major. Després de les eleccions comunals de 2015 tornà a ser reelegit conseller comunal i Cònsol Major com a cap de llista de DA, obtenint també la totalitat dels consellers comunals disponibles en ser aquesta l'única candidatura presentada. L'any 2019, en haver complit dos mandats complets com a Cònsol Major, Josep Mandicó es retirà de la primera línia política, sent substituït al càrrec per seu company de partit, Francesc Camp Torres, qui va guanyar les eleccions.